# Девід Воллямс
Девід Воллямс (англ. David Walliams; при народженні — Девід Едвард Вільямс; нар. 20 серпня 1971 в Лондоні) — англійський комік, актор, письменник і телеведучий, найбільш відомий по спільній роботі з Меттом-Лукасі над серіалом Маленька Британія, в якому він виконав велику кількість комедійних ролей.
З 2012 року суддя шоу «Британія шукає таланти». З 2013 до 2014 року грав вчителя хімії Кіта Чорча у ситкомі «Велика школа». Після його завершення брав участь у екранізації роману Агати Крісті «Партнери зі злочину».
У себе на батьківщині Волльямс широко популярний як автор дитячих книг. В даний час він продав понад 12 мільйонів копій своїх творів, які перекладені 46 мовами.